# 129064 Jeanneladewig
129064 Jeanneladewig este o planetă minoră (asteroid), cu un diametru de 5,165 km, din centura de asteroizi. A fost descoperită pe 4 noiembrie 2004 la Catalina Station⁠(d) de Catalina Sky Survey. 
Obiectul prezintă o orbită caracterizată de o semiaxă mare de 3,0465241924796 UAi, o excentricitate de 0,16, o înclinație de 10,2 ° în raport cu ecliptica.